# Bajul
Bajul – urząd najniższego szczebla funkcjonujący w Królestwie Sycylii, sprawujący władzę administracyjną, skarbową i sądowniczą. Terminem bajul określano również urząd prewota w południowej Francji.